# Bárányos
Bárányos (szerbül Овча / Ovča, németül Gisellenhain) egykor önálló község, napjainkban Szerbia fővárosának, ezen belül Palilula városi községnek a része.

## Fekvése
Bárányos Szerbia központi részén található Pancsova város szomszédjában, a történelmi Bánátban. Belgrád központjától 15 km-re északkeletre, Pancsova várostól 10 km-re nyugatra, Budapesttől 350 km-re délkeletre. A Kárpát-medence Nagy Alföldjének déli kezdeténél, a Duna és a Temes folyók által körülölelt síkságán fekszik. Határának közelében ömlik a Temes folyó 359 km-es útja végén a Dunába.

## Története
A falu területe már Kr. u. 1000-től a magyar államalapítástól a Magyar Királysághoz tartozott. 
Az 1521-26-os évek közötti, I. Szulejmán szultán vezette oszmán-török offenzíva hatására, a magyar végvárrendszer összeomlása során az Oszmán Birodalom kezére jutott. Egészen az 1718. július 21-én megkötött Pozsareváci békéig a terület az Oszmán Birodalom Temesvári vilajetének közigazgatási egységébe tartozott. A térség óriási mértékben elnéptelenedett, köszönhetően a török hódítás, majd a habsburg vezetés későbbi terület visszaszerző offenzíváinak pusztító hatására. 
Ezután a Habsburg vezetés alatt a területe nem csatoltatott vissza a Magyar Királysághoz, hanem az újonnan megszervezett, önálló tartományként kezelt Temesi bánság közigazgatási egységébe sorolódott. A bánság első kormányzója, Mercy gróf már 1719-ben megkezdte az addig óriási népességfogyást megélt, többnyire lakatlanná lett bánáti területek tervezett újratelepítését. Nagy valószínűséggel ekkor érkezhettek a faluba a települést újraalapító román telepesek.
Az 1741. évi XVIII. törvénycikk 5. paragrafusa rendelte el a katonai határőrvidék részeként létrejövő Németbánsági ezred felállítását a további török rablóportyák és hadmozdulatok megakadályozására. Így a település ezután e közigazgatási egység részét alkotta, egészen 1873-ig.
Területe 1910-ben 11701 kataszteri holdat tett ki, mely átváltva meghaladja a 20300 hektárt.
1910-ben  1682 lakosából 12 fő magyar, 13 fő német, 1619 fő román, 1 fő szerb, 17 egyéb anyanyelvű volt. Ebből 16 fő római katolikus, 1 fő görögkatolikus, 1 fő református, 1637 fő görögkeleti ortodox, 7 fő izraelita vallású volt. A lakosok közül 843 fő tudott írni és olvasni, 47 lakos tudott magyarul.
A trianoni békediktátumig a Magyar Királysághoz, ezen belül Torontál vármegye Pancsovai járásához tartozott.
1920 után a falu területe a Bánság jelentős részével a Szerb–Horvát–Szlovén Királyság része lett. 1929-től a Jugoszláv Királysághoz tartozott, majd 1941-től több mint három évig német katonai megszállás és kormányzás alatt állt. 1945-től újra Jugoszlávia része, egészen 2003-ig, ezután Szerbia és Montenegró, majd 2006-tól az önálló Szerbia területéhez tartozik.
| Népesség a 2002. évi népszámlálás alapján | Népesség a 2002. évi népszámlálás alapján | Népesség a 2002. évi népszámlálás alapján | Népesség a 2002. évi népszámlálás alapján | Népesség a 2002. évi népszámlálás alapján |
| ----------------------------------------- | ----------------------------------------- | ----------------------------------------- | ----------------------------------------- | ----------------------------------------- |
| Népek                                     |                                           |                                           |                                           | fő, százalék                              |
| Szerbek                                   | Szerbek                                   |                                           | 1 642 (63,96%)                            | 1 642 (63,96%)                            |
| Románok                                   | Románok                                   |                                           | 705 (27,46%)                              | 705 (27,46%)                              |
| Cigányok                                  | Cigányok                                  |                                           | 35 (1,36%)                                | 35 (1,36%)                                |
| Jugoszlávok                               | Jugoszlávok                               |                                           | 22 (0,85%)                                | 22 (0,85%)                                |
| Macedónok                                 | Macedónok                                 |                                           | 16 (0,62%)                                | 16 (0,62%)                                |
| Magyarok                                  | Magyarok                                  |                                           | 7 (0,27%)                                 | 7 (0,27%)                                 |
| Muszlimok                                 | Muszlimok                                 |                                           | 7 (0,27%)                                 | 7 (0,27%)                                 |
| Horvátok                                  | Horvátok                                  |                                           | 6 (0,23%)                                 | 6 (0,23%)                                 |
| Egyéb (főként egyéb szláv népek)          | Egyéb (főként egyéb szláv népek)          |                                           | 164 (4,58%)                               | 164 (4,58%)                               |
|                                           |                                           |                                           |                                           |                                           |